# Chlebiotki Nowe (gromada)
Chlebiotki Nowe (pod koniec Nowe Chlebiotki) – dawna gromada, czyli najmniejsza jednostka podziału terytorialnego Polskiej Rzeczypospolitej Ludowej w latach 1954–1972.
Gromady, z gromadzkimi radami narodowymi (GRN) jako organami władzy najniższego stopnia na wsi, funkcjonowały od reformy reorganizującej administrację wiejską przeprowadzonej jesienią 1954 do momentu ich zniesienia z dniem 1 stycznia 1973, tym samym wypierając organizację gminną w latach 1954–1972.
Gromadę Chlebiotki Nowe z siedzibą GRN w Chlebiotkach Nowych utworzono – jako jedną z 8759 gromad – w powiecie łomżyńskim w woj. białostockim, na mocy uchwały nr 18/V WRN w Białymstoku z dnia 4 października 1954. W skład jednostki weszły obszary dotychczasowych gromad Chlebiotki Nowe, Chlebiotki Stare, Maleszewo Łynki, Maleszewo Perkusy, Rudniki, Kurpiki, Strękowa Góra i Góra Strękowa ze zniesionej gminy Chlebiotki w tymże powiecie. Dla gromady ustalono 12 członków gromadzkiej rady narodowej.
13 listopada 1954 roku gromada weszła w skład nowo utworzonego powiatu zambrowskiego.
1 stycznia 1958 roku do gromady Chlebiotki Nowe przyłączono wsie Grabowo Nowe i Grabowo Stare ze zniesionej gromady Cibory Gałeckie.
Gromada przetrwała do końca 1972 roku, czyli do kolejnej reformy gminnej.